# Міст (телекомунікації)

Міст (англ. Bridge) — пристрій для зв'язку ЛОМ. Дозволяє станціям будь-якої з мереж звертатись до ресурсів іншої мережі. Використовується також для збільшення довжини ліній зв'язку або кількості вузлів мережі. Виконує з'єднання на канальному рівні моделі OSI.
Міжмережевий міст (шлюз, центр комутації пакетів, комунікаційна ЕОМ) — елемент, що забезпечує з'єднання кількох сегментів однієї мережі, які взаємодіють через різні середовища (електричні або оптичні кабелі, радіосигнали тощо).